# 铜绿假单胞菌甘露糖敏感血凝菌毛株
铜绿假单胞菌（绿脓杆菌）甘露糖敏感血凝菌毛株（PA－MSHA，铜绿假单胞菌－MSHA菌株，铜绿假单胞菌注射液，商品名：万特普安），经中国国家食品药品监督管理局批准上市，由北京万特尔生物制药有限公司发售，被用来治疗恶性肿瘤、提高免疫力和降低感染地发生。万特普安是一种经过基因工程改良的铜绿假单胞菌，并经过甲醛灭火，在皮下注射时通过引起免疫反应达到杀伤肿瘤及治疗和预防感染。

## 主要成份
万特普安是一种克隆技术改造过的铜绿假单胞菌，其菌体表面表达大量的I型菌毛，而野生的铜绿假单胞菌只表达少量的IV型菌毛。该菌株经过多次传代，达到低毒性，并在培养后使用甲醛灭活。最后菌体使用PBS缓冲液进行稀释，达到每毫升16-20亿只菌体。

## 作用机理
万特普安作为一种细菌，在皮下注射至体内后，可以引起皮下的免疫反应，但是又因为菌体是灭活的，并不会造成感染。通过引起免疫反应，万特普安可以引导身体的免疫系统自动清除肿瘤细胞、被感染的细胞和任何病毒或细菌。